# 鏡湖醫院
鏡湖醫院是澳門的非營利的慈善醫院，也是現時澳門歷史最悠久的私人醫院。創於1871年，屬廟醫形式。早期其管理機構沿用「鏡湖醫院」的名稱。隨著慈善事業的發展，於1942年向澳門政府註冊時定名為「鏡湖醫院慈善會」；鏡湖醫院慈善會於2002年獲澳門政府授予仁愛功績勳章，而鏡湖醫院於2021年獲授予金蓮花榮譽勳章。

## 歷史

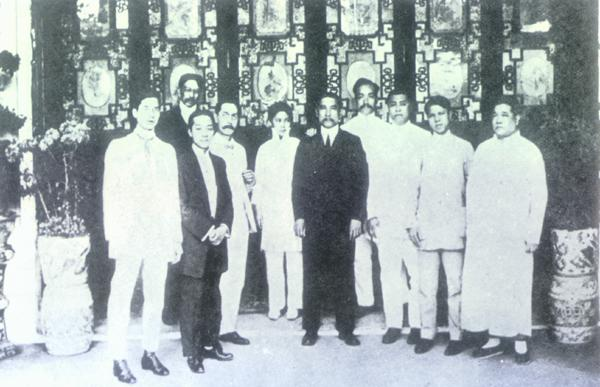
孫中山與鏡湖醫院值理合照（右五為孫中山，右一為盧廉若）

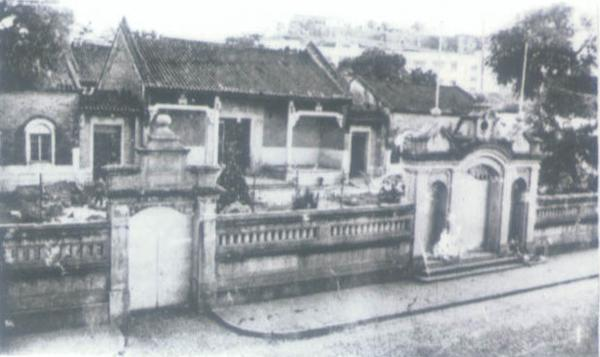
早期的鏡湖醫院

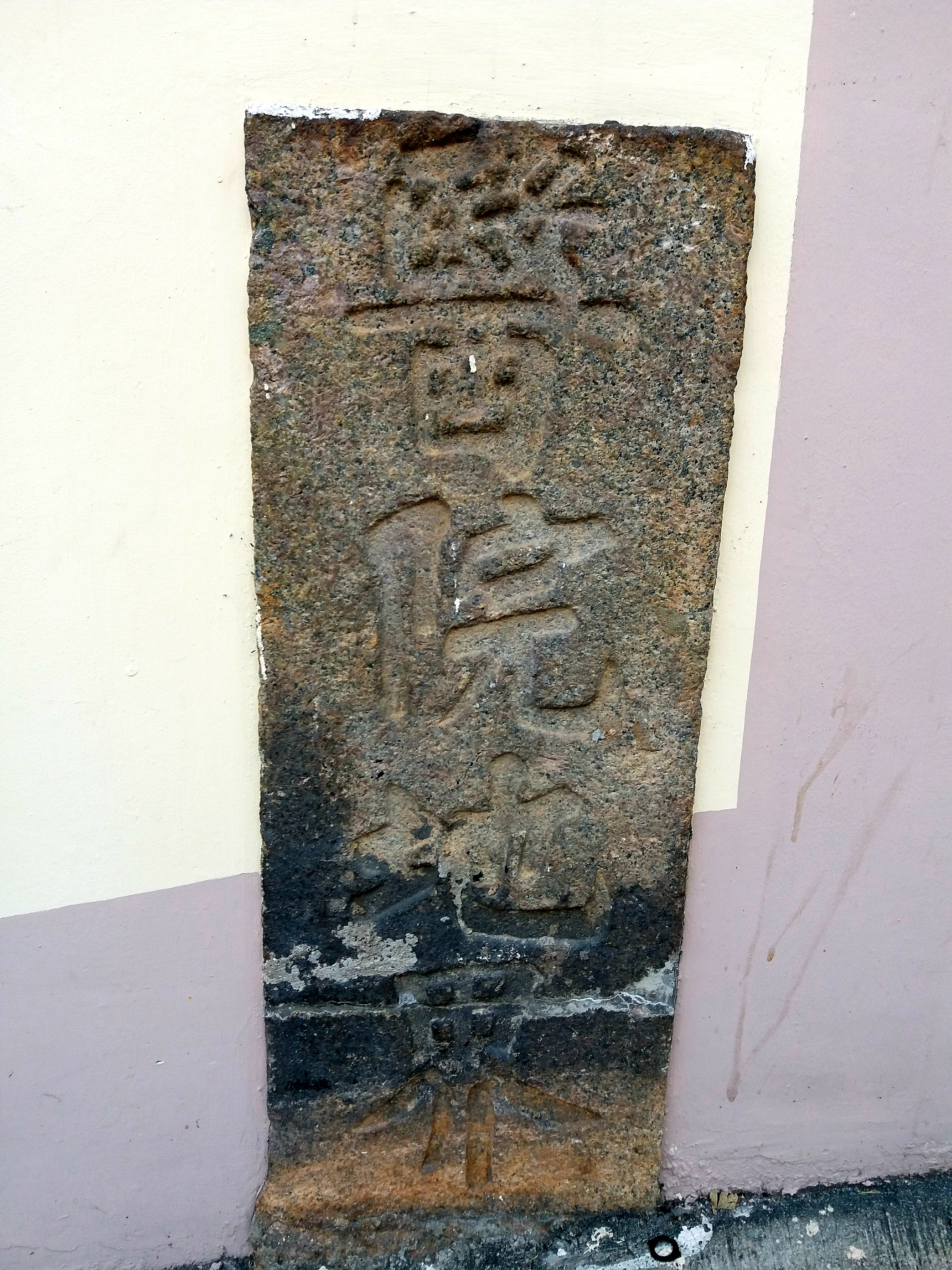
鏡湖醫院外牆的"醫院地界"石碑

1871年成立的鏡湖醫院只是提供中醫醫療服務而已，延至1892年年青的孫中山先生畢業於雅麗氏香港西醫書院後，之後他於鏡湖醫院行醫，成為該院第一位西醫，也是澳門第一位華人西醫。1986年，一尊由澳門民間捐款鑄造的孫中山先生銅像豎立在醫院正門前。每年10月10日都會舉行活動紀念辛亥革命，並就兩岸關係發表演說。
1935年，同時是中國共產黨在澳代表的柯麟醫生擔任義務西醫及鏡湖護士學校義務教師，致力醫院建設完並爭取了本地華人醫生的手術權。1946年設立院長制，柯麟任首任院長並兼任至1979年。
全院員工867人，醫生160人，護士262 人，技術人員116人。醫院大樓有三座：九層的A座大樓建於1978年，五層的B座大樓建於1970年，而建於1918年具有典型歐陸風格的C座大樓因發展需要已拆除。在原地上於1999年11月被拔地而起的十六層新醫務大樓代替。
2009年，由原來第二門診大樓重建而成的“霍英東博士專科大樓”啟用，設有149個床位，並設有各類專科服務。

## 主要設施

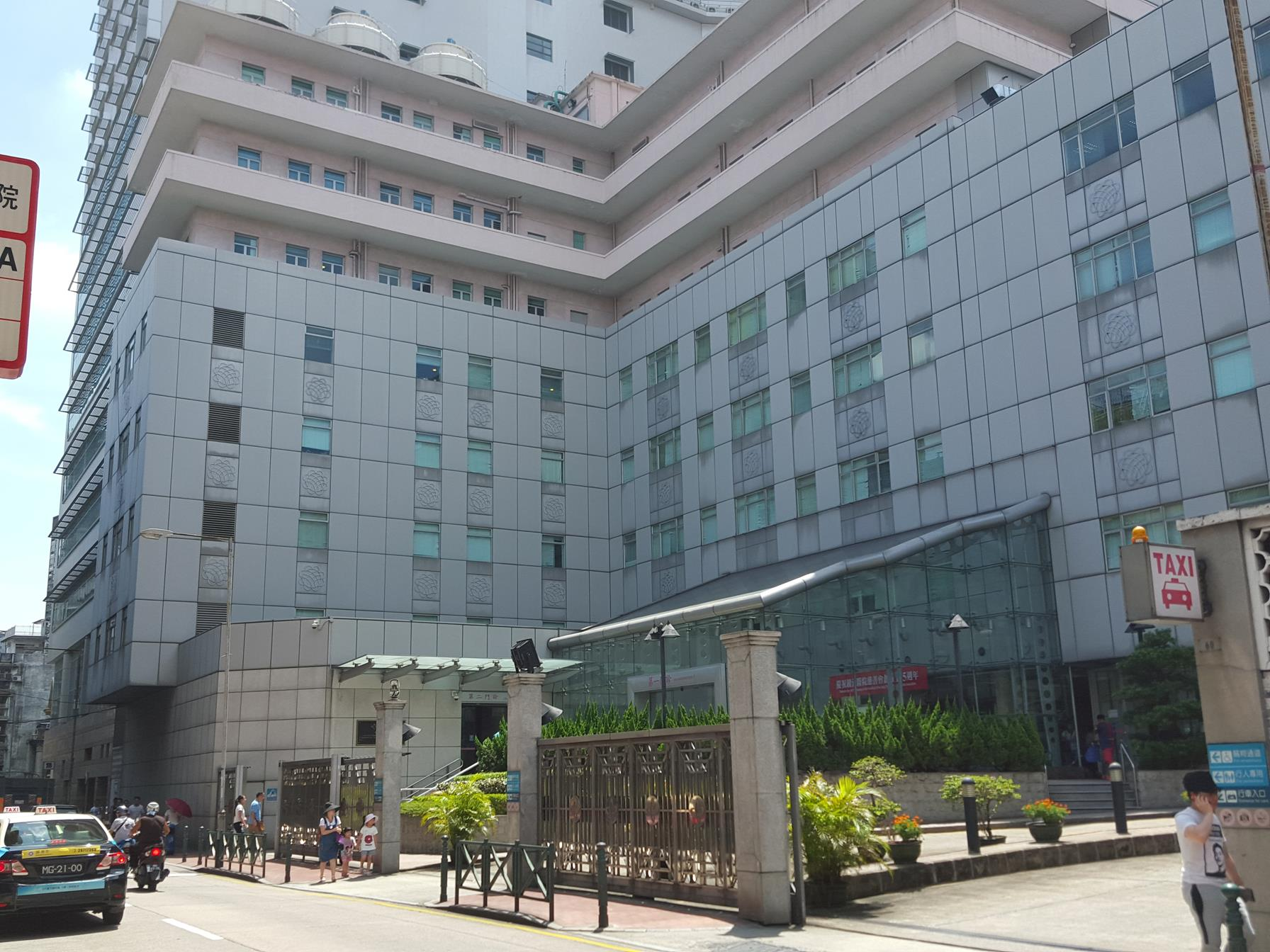
門診樓

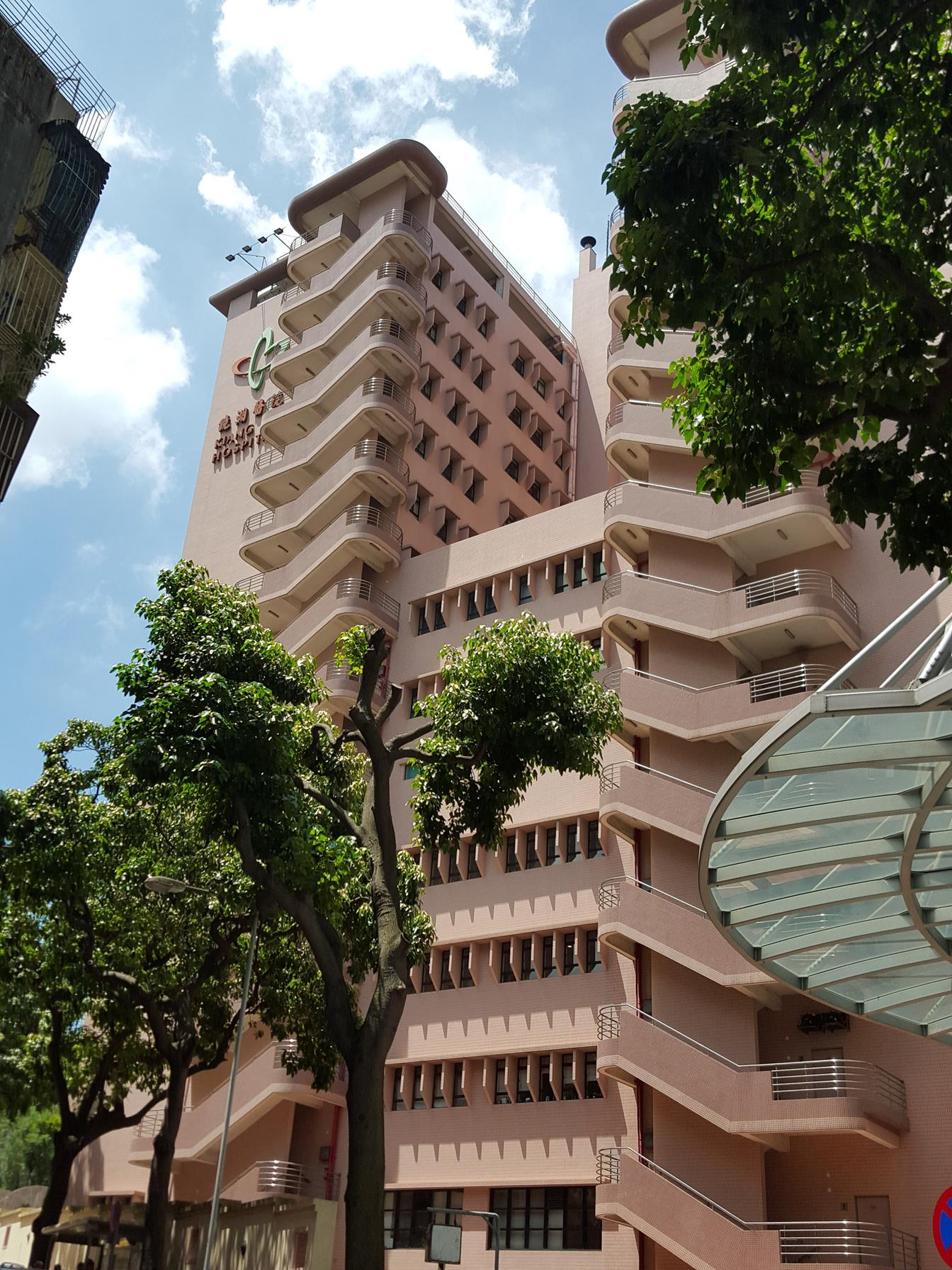
住院樓

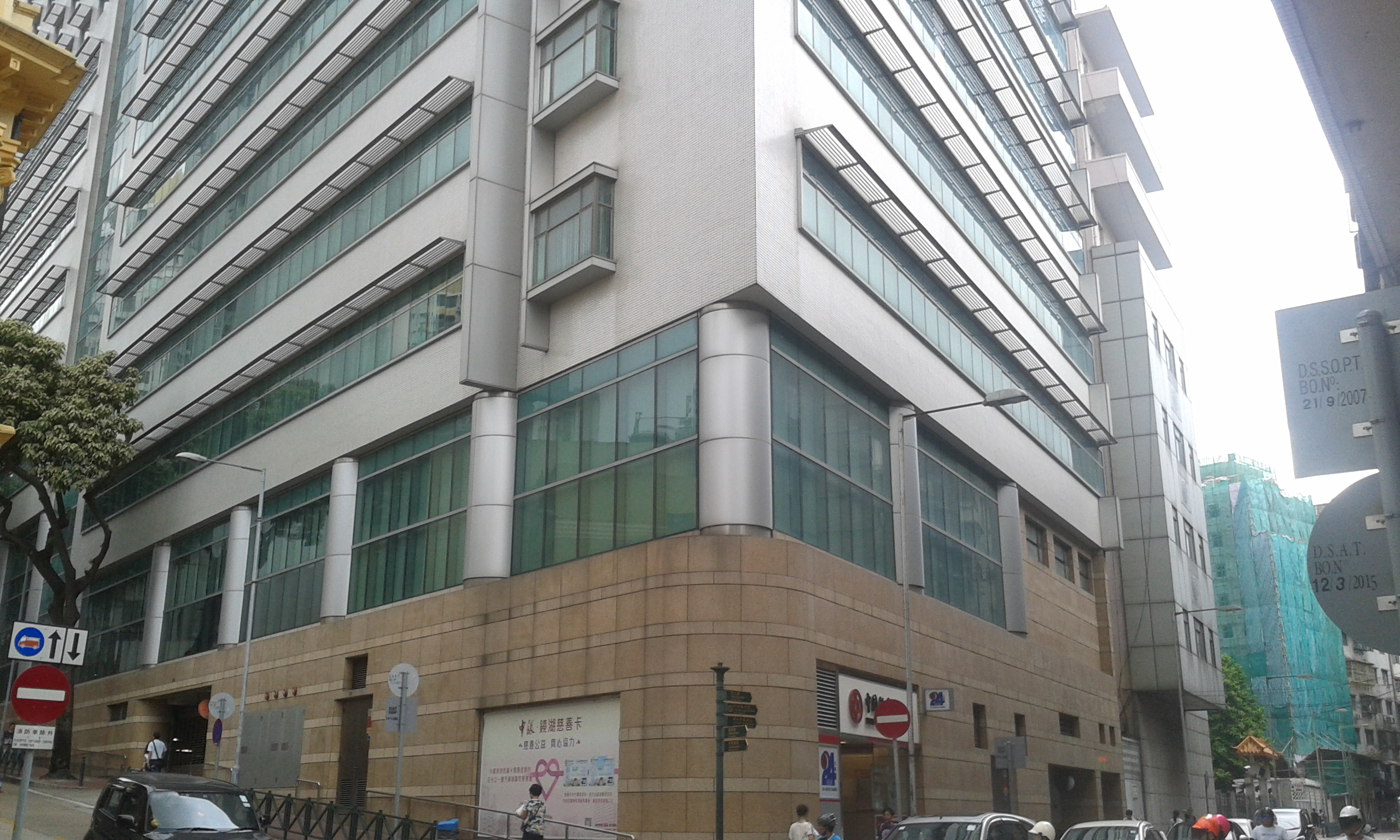
霍英東博士專科醫療大樓

### 門診樓（第一門診、第二門診）
| 8F | 中醫診療區 |
| 7F | 口腔中心 |
| 6F | 中醫科 |
| 5F | 家庭醫學科-健康檢查中心、肺功能室、病理科 |
| 4F | 外科、康復科、皮膚科、耳鼻咽喉-頭頸外科、腦電圖/肌電圖、透析八室、收費處 通往住院樓二樓                                                                           |
| 3F | 婦產科、婦產科超聲波掃描室、產前保健中心、過敏源檢測治療室、兒童語言治療室、兒科、兒童保健中心/預房注射站/新冠疫苗注射站、透析中心 通往霍英東博士專科醫療大樓一樓 |
| 2F | 內科、眼科中心、心臟中心、内分泌-代謝疾病-糖尿病防治中心 通往霍英東博士專科醫療大樓地下平層                                                                       |
| 1F | 掛號處、收費處、注射治療室、藥房、詢問處、自助掛號機、第二門診 |

### 急診部及住院樓
| 13F | 内科/綜合科—私家房、雙人房、重症醫學科                                                              |
| 12F | 腦神經疾病中心/康復科/外科—雙人房、普通房                                                           |
| 11F | 外科/綜合科—雙人房                                                                                  |
| 10F | 内科/綜合科—雙人房                                                                                  |
| 9F  | 内科/外科/綜合科—普通房                                                                             |
| 8F  | 心臟科/内科/外科/綜合科—私家房、雙人房、普通房                                                      |
| 7F  | 兒科、新生兒加護病區、婦兒綜合病區、住院藥房                                                        |
| 6F  | 產科、新生兒室                                                                                      |
| 5F  | 資訊科技科、病歷室                                                                                  |
| 4F  | 手術室、麻醉科、導管室                                                                              |
| 3F  | 影像中心（放射科/超聲波室/體外碎石室/電腦斷層掃描室/磁力共振掃描室） 通往霍英東博士專科醫療大樓三樓 |
| 2F  | 行政部、檢驗科 通往霍英東博士專科醫療大樓二樓                                                       |
| 1F  | 急診科、公共關係事務科、大堂（住院登記處/證明書申領處）、收費處 通往霍英東博士專科醫療大樓一樓      |
| 0   | 膳食科、中央滅菌物品供應部                                                                          |
| C1  | 停車場                                                                                              |
| C2  | 停車場                                                                                              |

### 霍英東博士專科醫療大樓
| 14F | 演講廳、會議室、教研部、圖書館 |
| 13F | 尊貴套房、特級套房、私家套房 |
| 12F | 尊貴套房、特級套房、私家套房 |
| 11F | 尊貴套房、特級套房、私家套房 |
| 10F | 高級雙人病房 |
| 9F  | 高級雙人病房 |
| 8F  | 私家病房、高級雙人病房 |
| 7F  | 私家病房、豪華私家套房 |
| 6F  | 美容整形外科中心、乳腺健康中心、婦產科、輔助生殖中心                                                                                                  |
| 5F  | 骨科及運動醫學中心、康復中心、身心健康中心、電腦室 |
| 4F  | 微創外科手術中心、内視鏡及介入治療影像中心 |
| 3F  | 家庭醫學科/健康管理中心、正電子及電腦雙融掃描中心、腫瘤治療中心 通往住院樓三樓                                                                        |
| 2F  | 視力矯正及激光矯視中心、口腔/植牙中心、皮膚專科、腫瘤科、外科專科門診、泌尿及男仕健康中心、耳鼻咽喉-頭頸外科、兒童健康中心 通往門診樓四樓、住院樓二樓 |
| 1F  | 内科/兒科/心臟/中醫科專科門診 通往門診樓三樓、住院樓一樓                                                                                              |
| GF  | 大堂、接待處、病人資源中心、收費處、藥房、咖啡室、保安室 通往門診樓二樓、住院樓0樓                                                                    |
| B1  | 停車場 |
| B2  | 停車場 |

### 綜合樓
| 4F | 多功能室           |
| 3F | 運動綜合禮堂       |
| 2F | 總務科、藥劑科藥倉 |
| 1F | 被服室、醫療藥品倉 |
| GF | 腫瘤科             |

### 氹仔醫療中心
| 3F | 内科全科、康復科、口腔科                                                                              |
| 2F | 氹仔健康管理中心、内科、外科、兒科、眼科、中醫科、耳鼻咽喉-頭頸外科、内鏡室、治療室、固本舒痛治療中心 |
| 1F | 疫苗注射、X光室、CT室、檢驗室                                                                         |
| GF | 急診科、挂號、收費處、藥房、注射室/治療室、分流處                                                     |

## 其他附屬設施

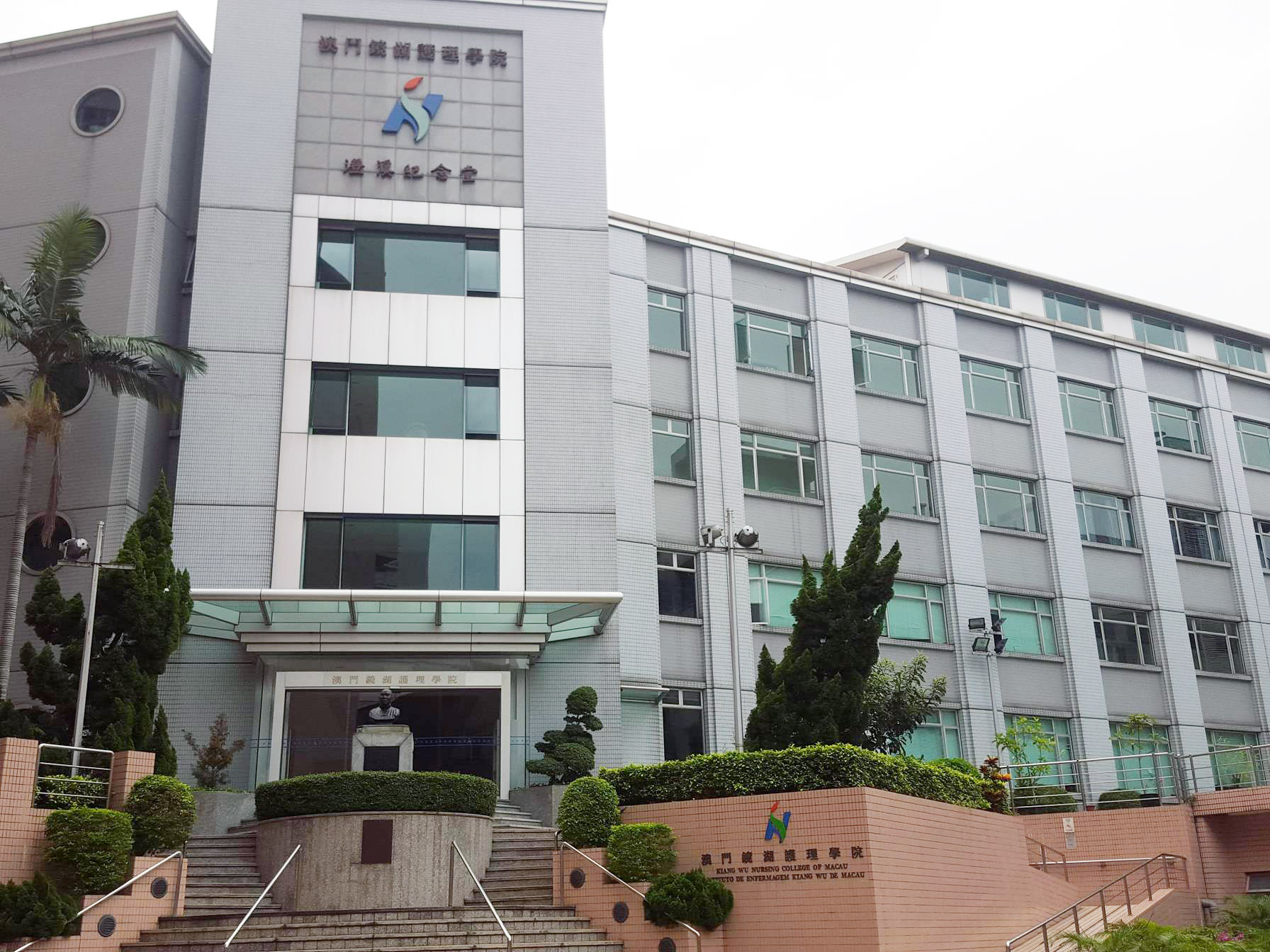
鏡湖護理學院

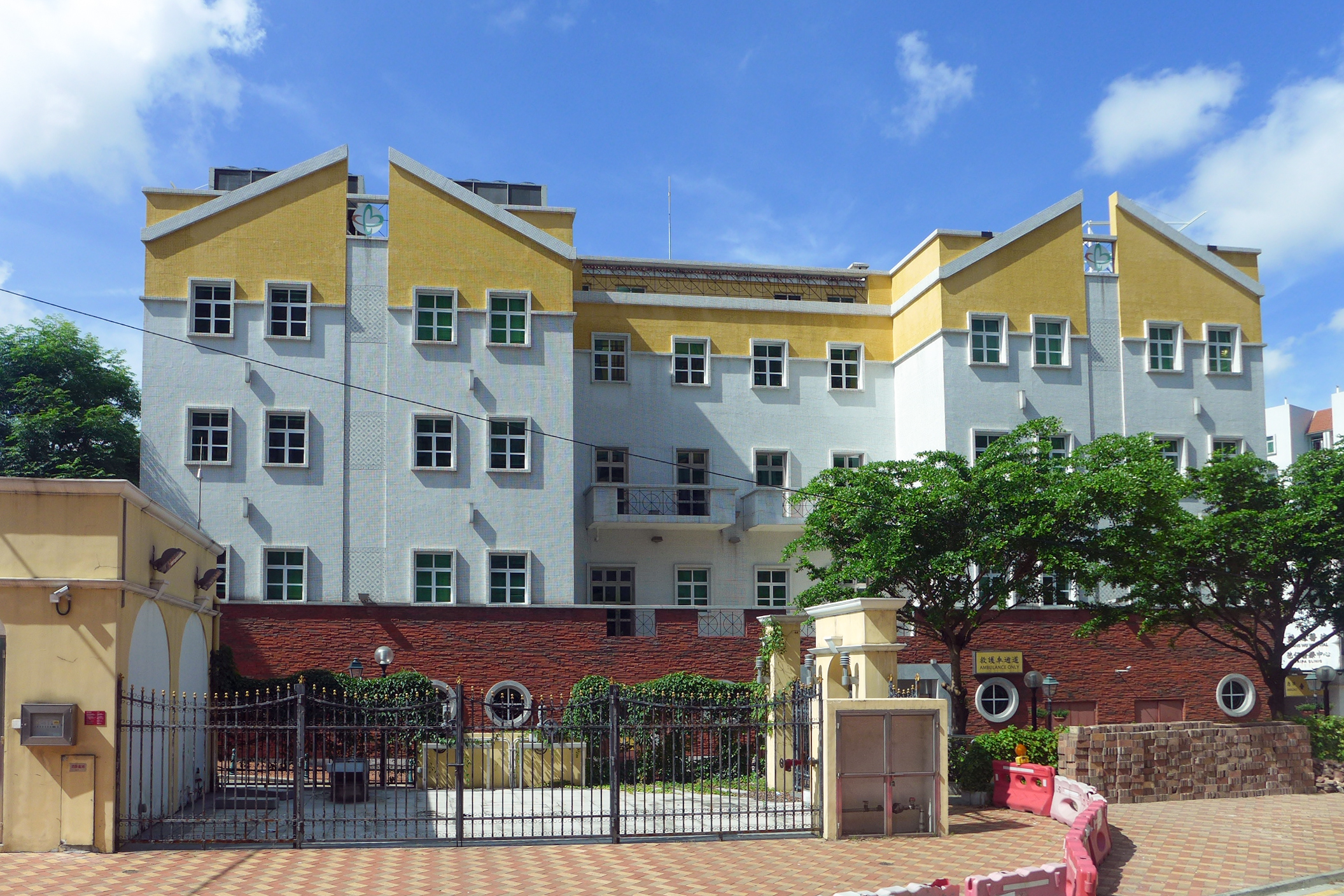
位於氹仔舊城區的鏡湖醫院氹仔醫療中心

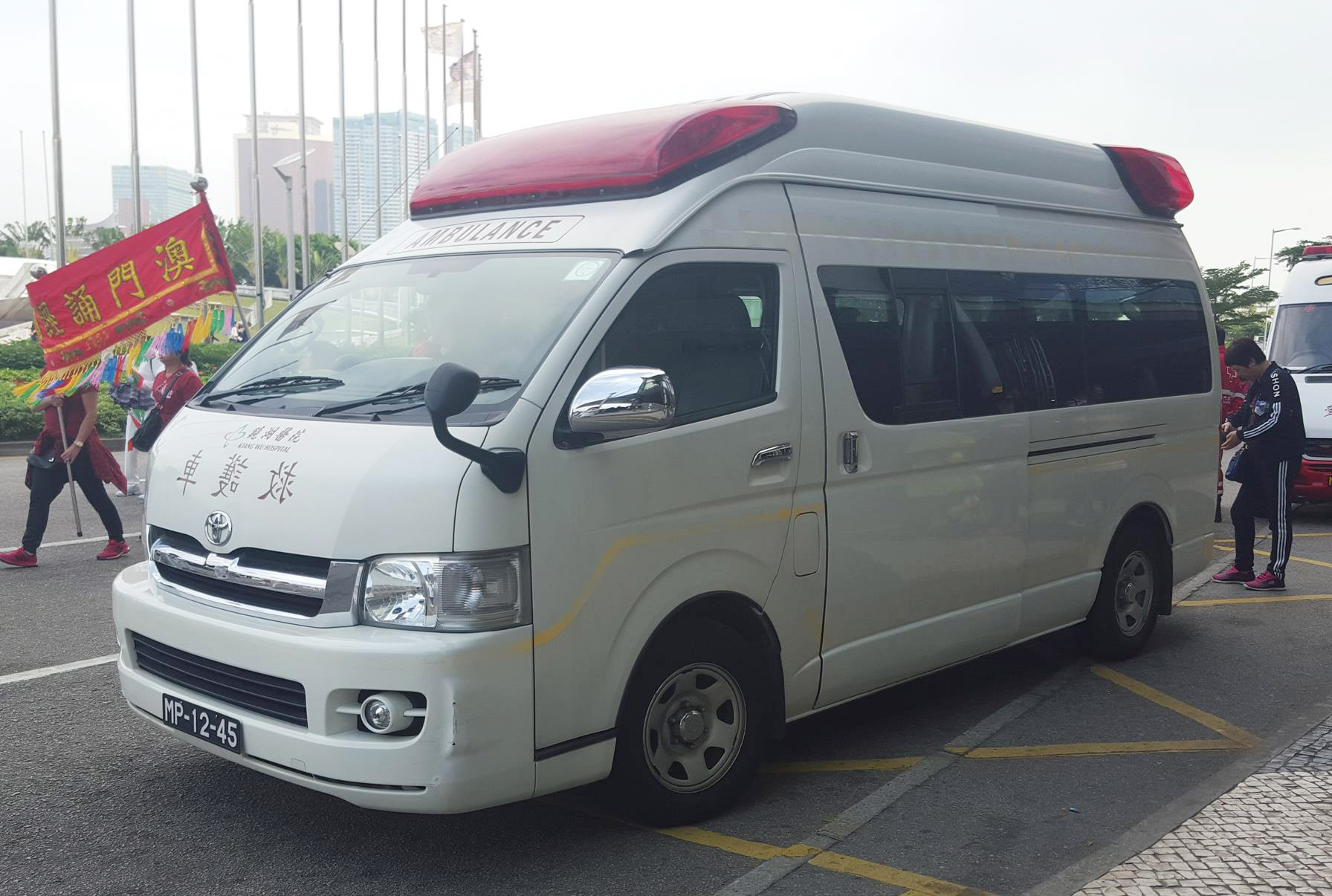
鏡湖醫院救護車

### 鏡湖護理學院
澳門鏡湖護理學院於1999年11月16日成立，是鏡湖醫院慈善會屬下機構，由創辦於1923年的鏡湖護士助產學校發展而成。是澳門歷史最悠久的護理學校。多年來，學院堅持弘揚“從人到仁”的教育理念，推動護理關懷教育。

### 鏡湖醫院氹仔醫療中心
在2005年10月21日正式投入運作的鏡湖醫院氹仔醫療中心位於氹仔舊城區，佔地面積約為8,000平方呎，樓高四層，由急診科、門診部和其他輔助部門組成，提供夜間門診及24小時急診服務。為方便離島居民看病和滿足他們的醫療基本需要而設立。

## 鄰近交通

### 澳門總院

#### 巴士
M245 鏡湖醫院（Hospital Kiang Wu）
路線：7、8
M121 連勝／鏡湖醫院（C. Amaral / Hospital Kiang Wu）
路線：8A、17、18、18A、18B、19、26

### 氹仔醫療中心

#### 巴士
T321 氹仔中葡小學（Escola Luso Chinesa da Taipa）
路線：11、15、22、28A、30、33、34
T364 望德聖母灣馬路／軍營（Est. Baia N. S. Esperança／Quartel）
路線：25B、26A、35、71S、72、MT1、MT3
T365 排角／銀河（Pai Kok／Galaxy）
路線：25B、26A、30X、35、72、MT1、MT3

#### 輕軌
█  氹仔線排角站